# Айтоска река
Айтоска река е река в Югоизточна България, област Бургас – общини Айтос, Бургас и Камено, вливаща се в западната част на Бургаското езеро. Дължината ѝ е 32,5 km.
Айтоска река води началото си под името Дермендере от западната част на Айтоска планина, от 344 m н.в., на 2,5 km северно от село Лясково, Община Айтос. Тече в посока юг-югоизток в широка долина през Бургаската низина. Влива се в западната част на Бургаското езеро, на 1 m н.в., на 2,4 km югозападно от квартал „Долно Езерово" на град Бургас.
Площта на водосборния басейн на Айтоска река е 304,7 km2.
Основни притоци: → ляв приток, ← десен приток
- ← Аланско дере
- ← Ментешдере
- → Съдиевска река
- → Кавакдере

Реката е със среден годишен отток от 0,57 m3/s при град Камено, като максимумът е през февруари и март, а минимумът – август и септември.
По течението на реката са разположени 2 града: Айтос и Камено.
Водите на реката се използват главно за напояване. По данни от 2001 г. участъкът на река Айтоска след гр. Айтос е силно замърсен. Река Айтоска оказва най-силен замърсяващ ефект от притоците върху Бургаското езеро (Вая).
От град Айтос до устието на реката, покрай левия ѝ бряг преминава участък от трасето на жп линията София – Бургас.

## Топографска карта
- Лист от карта K-35-43. Мащаб: 1 : 100 000.
- Лист от карта K-35-55. Мащаб: 1 : 100 000.